# Safari Express
Safari Express ist eine italienisch-deutsche Abenteuer-Filmkomödie aus dem Jahr 1976 mit Giuliano Gemma und Ursula Andress. Es handelt sich um die Fortsetzung des Films Africa Express mit den gleichen Hauptdarstellern, wobei Andress und Jack Palance in Safari Express andere Personen verkörpern als im Vorgänger.

## Handlung
John Baxter arbeitet für die Firma Safari Express als Fremdenführer in Afrika. Auf einer Safari findet sein Haustier, die Schimpansin Biba, eine junge Frau namens Miriam, die ihr Gedächtnis verloren hat. John bringt sie zur nahegelegenen Missionsstation von Pater Gasperini. Am nächsten Tag bietet der reiche Holländer van Daalen John und Howard 100.000 Dollar an, wenn sie eine Lieferung an den Häuptling Udin übernehmen. Dessen Bruder, mit dem er sich im Streit befindet, ist jedoch ein Freund von John, weshalb er ablehnt. Howard erklärt sich bereit, die Lieferung alleine zu übernehmen.
Auf John und Miriam werden mehrere Mordanschläge verübt. Schließlich erlangt sie ihr Gedächtnis wieder, als Udin die Missionsstation angreift und die Herausgabe der Frau fordert. Sie gehörte – ebenso wie van Daalen – zu einer Expedition, die Uran gefunden hat. Die Expeditionsteilnehmer fielen einem Überfall durch Udins Stamm zum Opfer, nur Miriam und van Daalen, der sich mit Udin verbündet hat, überlebten. Van Daalen bot Udin im Austausch für die Abbaurechte an dem Uran Unterstützung im Kampf gegen seinen Bruder an. John verhindert sowohl die geplante Waffenlieferung an Udin, als auch den folgenden Versuch van Daalens, Udins Bruder und seinen Stamm aus einem Flugzeug zu bombardieren.
Nachdem van Daalens Machenschaften verhindert wurden, wollen John und Miriam abreisen, um zu heiraten. Die eifersüchtige Schimpansin Biba sabotiert diese Vorhaben jedoch erfolgreich.

## Deutsche Synchronfassung
Von dem Film existiert wie von Africa Express eine deutsche Synchronfassung. Die Kontinuität leidet jedoch darunter, dass Safari Express von anderen Sprechern synchronisiert wurde als der Vorgänger. Dies betrifft auch Gemma und Maffioli, welche die gleichen Personen verkörpern wie im ersten Teil. Der bayerische Priester Kaspar aus Africa Express wird so in der Fortsetzung zum italienischen Padre Gasperini.

## Kritiken
Das Lexikon des internationalen Films urteilt, Safari Express sei ein „konventioneller Abenteuerfilm, durch komödiantische Atempausen aufgelockert.“